# Taheitia lamellicosta
Taheitia lamellicosta là một loài động vật chân bụng trong họ Truncatellidae. Nó là loài đặc hữu của Guam.